# Àngels Cardona Palmer
Àngels Cardona Palmer (Palma de Maiorca, 1951) é uma escritora em catalão, professora e activista social-cultural de origem mallorquín.

## Biografia
Àngels Cardona Palmer nasceu em Palma em 1951 no bairro de Santa Catalina. Após ter estudado num convento de freiras durante o pós-guerra espanhol unicamente em castelhano, quando alcançou a maturidade decidiu iniciar novamente seus estudos, desta vez em sua língua materna, o catalão. Conheceu os escritos de Blai Bonet, Josep Maria Llompart, Maria Mercè Marçal, a prosa de Clarice Lispector ou Djuna Barnes, e a transgressão literária de Charles Bukowski. Ainda assim, Àngels Cardona optou pela poesia porque, como diz, "é para mim essencial, a síntese da verdade que permanece oculta na vida cotidiana. Encontrar diferentes linguagens para dizer as mesmas coisas; enriquecer pensamento e em consequência, nosso mundo". Sua obra caracteriza-se por estar escrita desde a perspectiva de género. Participou do documentário Som elles ("Somos elas"), sobre mulheres poetas de Mallorca. Actualmente é professora de um instituto do centro de Palma.